# 圓內接四邊形的日本定理
在几何学中，圓內接四邊形的日本定理指出，圆内接四边形内某些三角形的内心形成一个矩形。
任意圆内四边形被对角线分成四个三角形（每条对角线分出两个三角形）。这些三角形的内心形成一个矩形。
具体而言，设□ABCD为任意圆内接四边形， M1, M2, M3, M4分别为三角形△ABD, △ABC, △BCD, △ACD内心，则M1, M2, M3, M4所构成的四边形为矩形。

## 证明1

□M1M2M3M4是矩形。

{\displaystyle \left|\sphericalangle ABD\right|=\left|\sphericalangle ACD\right|}
（以下称为{\displaystyle \alpha }角），因为这两个角都是弦{\displaystyle {\overline {AD}}}的周角。
因为
{\displaystyle {\begin{aligned}\left|\sphericalangle AM_{1}D\right|&=180^{\circ }-{\frac {\left|\sphericalangle BAD\right|+\left|\sphericalangle BDA\right|}{2}}\\&=180^{\circ }-{\frac {180^{\circ }-\left|\sphericalangle ABD\right|}{2}}\\&=90^{\circ }+{\frac {\left|\alpha \right|}{2}}\end{aligned}}}
由此可得，
{\displaystyle \left|\sphericalangle AM_{1}D\right|=\left|\sphericalangle AM_{4}D\right|=90^{\circ }+{\frac {\left|\alpha \right|}{2}}}
由于这些角相等，{\displaystyle \square AM_{1}M_{4}D}是一个圆内接四边形。
根据圆内接四边形的性质，现在有{\displaystyle \left|\sphericalangle M_{1}M_{4}D\right|=180^{\circ }-\left|\sphericalangle DAM_{1}\right|}
同样地，对于{\displaystyle \square DCM_{4}M_{3}}也成立：
{\displaystyle \left|\sphericalangle DM_{4}M_{3}\right|=180^{\circ }-\left|\sphericalangle M_{3}CD\right|}
角度相加，得到以下结果
{\displaystyle \left|\sphericalangle M_{1}M_{4}D\right|+\left|\sphericalangle DM_{4}M_{3}\right|=360^{\circ }-\left|\sphericalangle DAM_{1}\right|-\left|\sphericalangle M_{3}CD\right|=360^{\circ }-{\frac {\left|\sphericalangle DAB\right|+\left|\sphericalangle BCD\right|}{2}}=360^{\circ }-{\frac {180^{\circ }}{2}}={\underline {\underline {270^{\circ }}}}}
由于
{\displaystyle \sphericalangle M_{1}M_{4}M_{3}=270^{\circ }}
所以
{\displaystyle \sphericalangle M_{3}M_{4}M_{1}=90^{\circ }}
以上对于点{\displaystyle M_{1},M_{2},M_{3},M_{4}}之间的其他角度也同样成立，它们都是{\displaystyle 90^{\circ }}。
因此，{\displaystyle \square M_{1}M_{2}M_{3}M_{4}}是一个矩形。证毕。

## 证明2
根据Thébault定理(3)有如下结论：
{\displaystyle {\frac {PI}{IQ}}=\tan ^{2}{\frac {\theta }{2}}}
其中{\displaystyle \theta =\angle AMB}.
下面开始处理原题。
先标记题目中四个三角形的内心是{\displaystyle I_{a}}、{\displaystyle I_{b}}、{\displaystyle I_{c}}、{\displaystyle I_{d}}.
假设对角线 AC 和 BD 交于 E.
与线段 AE、BE 及外接圆相切的圆的圆心记为{\displaystyle O_{cd}}，
类似地，与线段 BE、CE 及外接圆相切的圆的圆心记为{\displaystyle O_{da}}、与线段 CE、DE 及外接圆相切的圆的圆心记为{\displaystyle O_{ab}}、与线段 DE、AE 及外接圆相切的圆的圆心记为{\displaystyle O_{bc}}.
设 AE、BE 的夹角是{\displaystyle \theta }，根据上面的Thébault定理(3)有如下结论：
{\displaystyle O_{da}}、{\displaystyle I_{d}}、{\displaystyle O_{cd}}三点共线，且
{\displaystyle {\frac {O_{cd}I_{d}}{I_{d}O_{da}}}=\tan ^{2}{\frac {\theta }{2}}}
同理，{\displaystyle O_{ab}}、{\displaystyle I_{a}}、{\displaystyle O_{da}}三点共线，且
{\displaystyle {\frac {O_{ab}I_{a}}{I_{a}O_{da}}}=\tan ^{2}{\frac {\theta }{2}}}
所以，
{\displaystyle I_{a}I_{d}/\!/O_{ab}O_{cd}}
由于 {\displaystyle O_{cd}O_{ab}\perp O_{da}O_{bc}} (因为它们沿着角 {\displaystyle E} 的角平分线)，所以 {\displaystyle I_{a}I_{d}\perp I_{d}I_{c}}，所以 {\displaystyle I_{a}I_{b}I_{c}I_{d}} 是矩形。证毕。

## 推广
过{\displaystyle M_{1},M_{2},M_{3},M_{4}}作四边形的对角线的平行线，形成一个平行四边形，由作图可知平行四边形为菱形，于是「与各对角线相切的内切圆半径之和相等」。
该定理可推广到圓內接多邊形的日本定理。
证明了四边形的情况后，可以把一般多边形分成三角形进行归纳而立即证明一般情况。

## 又见
- 卡诺定理
- 算額
- 日本数学